# Uca panacea
Uca panacea är en kräftdjursart som beskrevs av Gottfried Novak och John Tenison Salmon 1974. Uca panacea ingår i släktet vinkarkrabbor, och familjen Ocypodidae. Inga underarter finns listade i Catalogue of Life.